# أوبري باول
أوبري باول (بالإنجليزية: Aubrey Powell)‏ (19 أبريل 1918 في المملكة المتحدة - 27 يناير 2009 بليدز في المملكة المتحدة) هو مدرب كرة قدم ولاعب كرة قدم بريطاني (وحمل سابقاً جنسية المملكة المتحدة لبريطانيا العظمى وأيرلندا) في مركز مهاجم داخلي. شارك مع منتخب ويلز لكرة القدم. أما مع النوادي، فقد لعب مع برمنغهام سيتي وليدز يونايتد ونادي إيفرتون.

## وصلات خارجية
- أوبري باول على موقع قاعدة بيانات كرة القدم.إي يو (الإنجليزية)